# 후로시키

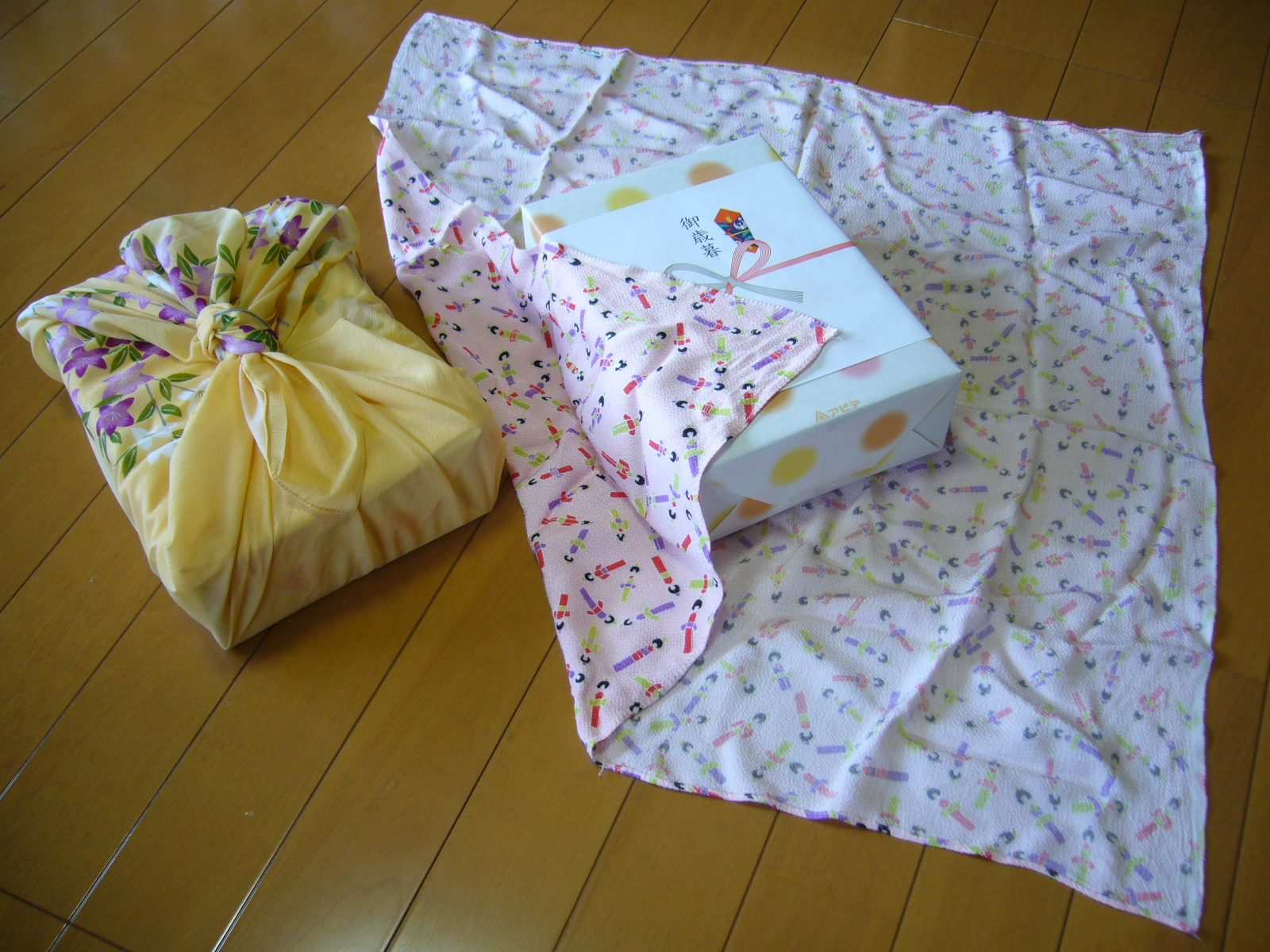
후로시키

후로시키(일본어: 風呂敷)는 운반하거나 수납하기 위하여 물건을 포장하는데 사용되는 정방형의 일본 전통 보자기를 일컫는다.

## 개요
기원은 불분명하지만 쇼소인의 소장품 중에 유사한 형태의 것이 있다. 예전에는 고로모쓰쓰미(衣包), 히라쓰쓰미(平包)라고도 불리었다. 후로시키라고 불리게 된 것은 무로마치 시대 말기에 다이묘가 욕조(風呂)에 들어갈 때에 히라쓰쓰미를 펼쳐 탈의한 옷을 포장하거나 다리를 닦았다는 설이 있지만 명확하지 않다. 기록상으로는 슨푸도쿠가와가형견분장(駿府徳川家形見分帳)의 기재가 최초이다. 그 후 에도 시대에는 공중 목욕탕의 보급과 함께 서민들에게도 보급되었다. 또한 히라쓰쓰미라는 단어는 후로시키의 포장 방법 중의 하나로 남게 되었다. 한 장의 옷감이지만 다양한 형태와 크기의 물건을 포장할 수 있기 때문에 넓게 보급되었다. 보자기도 다양한 크기의 것이 만들어졌으며, 강도를 올리기 위해 누비를 넣기도 하였다. 크기가 큰 것은 오부로시키(大風呂敷)라고 불리며 이불까지도 포장할 수 있다.

## 같이 보기
- 보자기